# Stazione di Vittuone-Arluno
La stazione di Vittuone-Arluno è una stazione ferroviaria posta sulla linea Torino-Milano, a servizio dei centri abitati di Vittuone e Arluno.

## Storia
La stazione fu attivata nel 1858 all'atto di apertura della tratta ferroviaria Milano-Magenta, divenuta in seguito parte della ferrovia Torino-Milano, a seguito della sconfitta degli austriaci da parte dei piemontesi nel corso della seconda guerra d'indipendenza.
Fino al 1939 era denominata semplicemente "Vittuone".

## Strutture e impianti
L'originario fabbricato viaggiatori, risalente alla metà dell'Ottocento, è ancora visibile.
Il piazzale è composto da tre binari ai quali si accede tramite sottopassi pedonali. Presso il fabbricato viaggiatori è presente un bar che espleta il servizio di vendita biglietti.
Dalla stazione si dirama un fascio di binari che funge da raccordo per le vicine industrie.

## Movimento
La stazione è servita dai treni del servizio ferroviario suburbano di Milano, linea S6 (Novara-Pioltello Limito-Treviglio), svolti da Trenord, a cadenza ogni 30 minuti, nell'ambito di contratto stipulato con Regione Lombardia.
Nelle ore di punta effettua fermata nella stazione di Vittuone-Arluno anche un treno regionale con destinazione Milano Porta Garibaldi.

## Servizi
- Biglietteria automatica
- Bar

- Sala di attesa
- Servizi igienici

## Interscambi
Fra il 1879 e il 1952 era presente l'interscambio con la tranvia Milano-Castano Primo, altresì nota con il soprannome di Gambadelegn, il cui percorso intersecava a raso la ferrovia lato Torino.